# Kriechbaumerella dendrolimi
Kriechbaumerella dendrolimi är en stekelart som beskrevs av Mao-Ling Sheng och Zhong 1986. Kriechbaumerella dendrolimi ingår i släktet Kriechbaumerella och familjen bredlårsteklar. Inga underarter finns listade i Catalogue of Life.